# John Steel (nadador)
John Meredith Steel (Auckland, 27 de octubre de 1972) es un deportista neozelandés que compitió en natación, especialista en el estilo libre.
Ganó cuatro medallas de bronce en el Campeonato Pan-Pacífico de Natación entre los años 1993 y 1997.

## Palmarés internacional
| Campeonato Pan-Pacífico | Campeonato Pan-Pacífico  | Campeonato Pan-Pacífico | Campeonato Pan-Pacífico |
| Año                     | Lugar                    | Medalla                 | Prueba                  |
| ----------------------- | ------------------------ | ----------------------- | ----------------------- |
| 1993                    | Kobe (Japón)             | Medalla de bronce       | 100 m libre             |
| 1995                    | Atlanta (Estados Unidos) | Medalla de bronce       | 4 × 100 m libre         |
| 1995                    | Atlanta (Estados Unidos) | Medalla de bronce       | 4 × 200 m libre         |
| 1997                    | Fukuoka (Japón)          | Medalla de bronce       | 4 × 100 m libre         |